# C2 Pictures
La C2 Pictures è stata una compagnia cinematografica nata dalla sinergia tra il cofondatore della Carolco Pictures, Mario Kassar e il suo partner Andrew J. Wajna (che la ha formata prima della Cinergi Pictures); anche dalla Cinergi stessa è nata la società. La prima produzione della società è stata Le spie.

## Filmografia
- Le spie (2003) (con Columbia Pictures, Intermedia e Phoenix Pictures)
- Terminator 3 - Le macchine ribelli (2003) (con Intermedia e Columbia Pictures)
- Basic Instinct 2 (2006) (con Columbia Pictures, Metro-Goldwyn-Mayer e Intermedia)
- Terminator: The Sarah Connor Chronicles